# Torshkanān
Torshkanān (persiska: تُرشَكان, ترشکنان, Torshakān) är en ort i Iran.   Den ligger i provinsen Västazarbaijan, i den nordvästra delen av landet, 500 km väster om huvudstaden Teheran. Torshkanān ligger 1 332 meter över havet och antalet invånare är 404.
Terrängen runt Torshkanān är kuperad åt sydost, men åt nordväst är den platt. Runt Torshkanān är det ganska tätbefolkat, med 60 invånare per kvadratkilometer. Närmaste större samhälle är Mahabad, 18,1 km sydväst om Torshkanān. Trakten runt Torshkanān består till största delen av jordbruksmark.